# مالا وربنیتسا (بروس)
مالا وربنیتسا (به صربی: Mala Vrbnica) یک منطقهٔ مسکونی در صربستان است که در بروس واقع شده‌است. مالا وربنیتسا ۲۲۳ نفر جمعیت دارد.